# Бабка (фільм, 1954)
«Бабка» (груз. «ჭრიჭინა», рос. «Стрекоза») — грузинський радянський чорно-білий художній фільм 1954 року кінорежисерів Сіко Долідзе й Левана Хотіварі.

## Сюжет
Зворушлива, не позбавлена гумору, історія кохання доброї і веселої дівчини, яка заплуталася у власних мріях до молодого тбіліського архітектора.

## Актори
- Лейла Абашидзе — Марина
- Цецилія Цуцунава — Ефросіне
- Тамара Абашидзе — Елпіте
- Олександр Оміадзе — Георгій
- Ліана Асатіані — Інша Марина
- Медея Чахава — Цкріала
- Рамаз Чхіквадзе — Шота
- Додо Абашидзе — Бічико
- Олександр Жоржоліані — Кирил
- Георгій Шавгулідзе — Арчіл
- Шалва Гамбашидзе — Іраклій
- Олександра Тоїдзе — Нато
- Додо Чічінадзе — Тіна
- Тамара Цицішвілі — мати Шоти
- Георгій Гегечкорі — Леван
- Баадур Цуладзе — професор
- Тамара Тушишвілі — Читоля
- Ч. Чхеідзе — Agrapina
- Емануїл Апхаідзе
- Л. Бакрадзе
- М. Хінікадзе
- М. Султанішвілі
- Яків Трипільський